# Moreto Cassamá
Moreto Moro Cassamá (Bissau, 16 febbraio 1998) è un calciatore guineense con cittadinanza portoghese, centrocampista svincolato della nazionale guineense.

## Caratteristiche tecniche
Centrocampista completo dal fisico minuto, dotato tecnicamente ma anche abile in fase difensiva, possiede una buona visione di gioco e un ottimo controllo di palla. Per le sue caratteristiche è stato paragonato a Rúben Neves e Marco Verratti.

## Carriera

### Club
Cresciuto nei settori giovanili di Sporting Lisbona e Porto, nel 2017 viene inserito nella rosa della seconda squadra dei Dragões, con cui esordisce il 16 settembre, nella partita vinta per 2-1 contro il Nacional. Il 21 gennaio 2018 segna la prima rete in carriera, nel pareggio casalingo contro l'Arouca. Il 30 gennaio 2019 viene acquistato dallo Stade Reims, con cui firma un quadriennale.
Il 23 agosto 2022, dopo cinque stagioni, lascia il Reims accasandosi al club cipriota dell'Omonia per 3 milioni €.

### Nazionale
Nel 2019 viene convocato con la nazionale guineense per la Coppa d’Africa, torneo a cui in seguito prende parte anche nel 2021 e nel 2023.

## Statistiche

### Presenze e reti nei club
Statistiche aggiornate al 19 giugno 2023.
| Stagione           | Squadra            | Campionato         | Campionato | Campionato | Coppe nazionali | Coppe nazionali | Coppe nazionali | Coppe continentali | Coppe continentali | Coppe continentali | Altre coppe | Altre coppe | Altre coppe | Totale | Totale |
| Stagione           | Squadra            | Comp               | Pres       | Reti       | Comp            | Pres            | Reti            | Comp               | Pres               | Reti               | Comp        | Pres        | Reti        | Pres   | Reti   |
| ------------------ | ------------------ | ------------------ | ---------- | ---------- | --------------- | --------------- | --------------- | ------------------ | ------------------ | ------------------ | ----------- | ----------- | ----------- | ------ | ------ |
| 2017-2018          | Porto B            | SL                 | 17         | 1          | -               | -               | -               | -                  | -                  | -                  | -           | -           | -           | 17     | 1      |
| 2018-gen. 2019     | Porto B            | SL                 | 8          | 0          | -               | -               | -               | -                  | -                  | -                  | -           | -           | -           | 8      | 0      |
| Totale Porto B     | Totale Porto B     | Totale Porto B     | 25         | 1          |                 | -               | -               |                    | -                  | -                  |             | -           | -           | 25     | 1      |
| gen.-giu. 2019     | Stade Reims        | L1                 | 1          | 0          | CF+CdL          | -               | -               | -                  | -                  | -                  | -           | -           | -           | 1      | 0      |
| 2019-2020          | Stade Reims        | L1                 | 7          | 0          | CF+CdL          | 0+0             | 0               | -                  | -                  | -                  | -           | -           | -           | 7      | 0      |
| 2020-2021          | Stade Reims        | L1                 | 29         | 1          | CF              | 1               | 0               | UEL                | 1                  | 0                  | -           | -           | -           | 31     | 1      |
| 2021-2022          | Stade Reims        | L1                 | 17         | 2          | CF              | 1               | 0               | -                  | -                  | -                  | -           | -           | -           | 18     | 2      |
| ago. 2022          | Stade Reims        | L1                 | 0          | 0          | CF              | 0               | 0               | -                  | -                  | -                  | -           | -           | -           | 0      | 0      |
| Totale Stade Reims | Totale Stade Reims | Totale Stade Reims | 54         | 3          |                 | 2               | 0               |                    | 1                  | 0                  |             | -           | -           | 57     | 3      |
| ago. 2022-2023     | Omonia             | AK                 | 24         | 0          | CC              | 2               | 1               | UEL                | 5                  | 0                  | SC          | -           | -           | 31     | 1      |
| Totale carriera    | Totale carriera    | Totale carriera    | 103        | 4          |                 | 4               | 1               |                    | 6                  | 0                  |             | -           | -           | 113    | 5      |

### Cronologia presenze e reti in nazionale
| Cronologia completa delle presenze e delle reti in nazionale ― Guinea-Bissau | Cronologia completa delle presenze e delle reti in nazionale ― Guinea-Bissau | Cronologia completa delle presenze e delle reti in nazionale ― Guinea-Bissau | Cronologia completa delle presenze e delle reti in nazionale ― Guinea-Bissau | Cronologia completa delle presenze e delle reti in nazionale ― Guinea-Bissau | Cronologia completa delle presenze e delle reti in nazionale ― Guinea-Bissau | Cronologia completa delle presenze e delle reti in nazionale ― Guinea-Bissau | Cronologia completa delle presenze e delle reti in nazionale ― Guinea-Bissau |
| Data                                                                         | Città                                                                        | In casa                                                                      | Risultato                                                                    | Ospiti                                                                       | Competizione                                                                 | Reti                                                                         | Note                                                                         |
| ---------------------------------------------------------------------------- | ---------------------------------------------------------------------------- | ---------------------------------------------------------------------------- | ---------------------------------------------------------------------------- | ---------------------------------------------------------------------------- | ---------------------------------------------------------------------------- | ---------------------------------------------------------------------------- | ---------------------------------------------------------------------------- |
| 2-7-2019                                                                     | Suez                                                                         | Guinea-Bissau                                                                | 0 – 2                                                                        | Ghana                                                                        | Coppa d'Africa 2019 - 1º Turno                                               | -                                                                            | 64’                                                                          |
| 10-9-2019                                                                    | Bissau                                                                       | Guinea-Bissau                                                                | 2 – 1                                                                        | São Tomé e Príncipe                                                          | Qual. Mondiali 2022                                                          | -                                                                            | 45’                                                                          |
| 13-11-2019                                                                   | Bissau                                                                       | Guinea-Bissau                                                                | 3 – 0                                                                        | eSwatini                                                                     | Qual. Mondiali 2022                                                          | -                                                                            |                                                                              |
| 17-11-2019                                                                   | Brazzaville                                                                  | Rep. del Congo                                                               | 3 – 0                                                                        | Guinea-Bissau                                                                | Qual. Mondiali 2022                                                          | -                                                                            | 67’                                                                          |
| 8-10-2020                                                                    | Rio Maior                                                                    | Guinea-Bissau                                                                | 1 – 0                                                                        | Mozambico                                                                    | Amichevole                                                                   | -                                                                            |                                                                              |
| 11-11-2020                                                                   | Thiès                                                                        | Senegal                                                                      | 2 – 0                                                                        | Guinea-Bissau                                                                | Qual. Coppa d'Africa 2021                                                    | -                                                                            | 90’                                                                          |
| 15-11-2020                                                                   | Bissau                                                                       | Guinea-Bissau                                                                | 0 – 1                                                                        | Senegal                                                                      | Qual. Coppa d'Africa 2021                                                    | -                                                                            |                                                                              |
| 1-9-2021                                                                     | Nouakchott                                                                   | Guinea-Bissau                                                                | 1 – 1                                                                        | Guinea                                                                       | Qual. Mondiali 2022                                                          | -                                                                            | 83’                                                                          |
| 7-9-2021                                                                     | Khartoum                                                                     | Sudan                                                                        | 2 – 4                                                                        | Guinea-Bissau                                                                | Qual. Mondiali 2022                                                          | -                                                                            | 67’                                                                          |
| 6-10-2021                                                                    | Rabat                                                                        | Marocco                                                                      | 5 – 0                                                                        | Guinea-Bissau                                                                | Qual. Mondiali 2022                                                          | -                                                                            | 70’                                                                          |
| 9-10-2021                                                                    | Casablanca                                                                   | Guinea-Bissau                                                                | 0 – 3                                                                        | Marocco                                                                      | Qual. Mondiali 2022                                                          | -                                                                            | 74’                                                                          |
| 15-11-2021                                                                   | Bissau                                                                       | Guinea-Bissau                                                                | 0 – 0                                                                        | Sudan                                                                        | Qual. Mondiali 2022                                                          | -                                                                            | 84’                                                                          |
| 11-1-2022                                                                    | Garoua                                                                       | Sudan                                                                        | 0 – 0                                                                        | Guinea-Bissau                                                                | Coppa d'Africa 2021 - 1º turno                                               | -                                                                            |                                                                              |
| 15-1-2022                                                                    | Garoua                                                                       | Guinea-Bissau                                                                | 0 – 1                                                                        | Egitto                                                                       | Coppa d'Africa 2021 - 1º turno                                               | -                                                                            | 86’                                                                          |
| 19-1-2022                                                                    | Garoua                                                                       | Guinea-Bissau                                                                | 0 – 2                                                                        | Nigeria                                                                      | Coppa d'Africa 2021 - 1º turno                                               | -                                                                            | 78’                                                                          |
| 17-11-2022                                                                   | Adalia                                                                       | Guinea-Bissau                                                                | 1 – 3                                                                        | Gabon                                                                        | Amichevole                                                                   | -                                                                            | 72’                                                                          |
| 20-11-2022                                                                   | Aksu                                                                         | Gambia                                                                       | 0 – 0                                                                        | Guinea-Bissau                                                                | Amichevole                                                                   | -                                                                            |                                                                              |
| 24-3-2023                                                                    | Abuja                                                                        | Nigeria                                                                      | 0 – 1                                                                        | Guinea-Bissau                                                                | Qual. Coppa d'Africa 2023                                                    | -                                                                            |                                                                              |
| 27-3-2023                                                                    | Bissau                                                                       | Guinea-Bissau                                                                | 0 – 1                                                                        | Nigeria                                                                      | Qual. Coppa d'Africa 2023                                                    | -                                                                            |                                                                              |
| 14-6-2023                                                                    | Bissau                                                                       | São Tomé e Príncipe                                                          | 0 – 1                                                                        | Guinea-Bissau                                                                | Qual. Coppa d'Africa 2023                                                    | -                                                                            |                                                                              |
| 17-11-2023                                                                   | Marrakech                                                                    | Burkina Faso                                                                 | 1 – 1                                                                        | Guinea-Bissau                                                                | Qual. Mondiali 2026                                                          | -                                                                            | 83’                                                                          |
| 6-1-2024                                                                     | Bamako                                                                       | Mali                                                                         | 6 – 2                                                                        | Guinea-Bissau                                                                | Qual. Mondiali 2026                                                          | -                                                                            | 77’                                                                          |
| 13-1-2024                                                                    | Abidjan                                                                      | Costa d'Avorio                                                               | 2 – 0                                                                        | Guinea-Bissau                                                                | Coppa d'Africa 2023 - 1º turno                                               | -                                                                            | 44’ 67’                                                                      |
| 18-1-2024                                                                    | Abidjan                                                                      | Guinea Equatoriale                                                           | 4 – 2                                                                        | Guinea-Bissau                                                                | Coppa d'Africa 2023 - 1º turno                                               | -                                                                            | 64’                                                                          |
| 22-3-2024                                                                    | Tétouan                                                                      | Sudan                                                                        | 1 – 0                                                                        | Guinea-Bissau                                                                | Amichevole                                                                   | -                                                                            | 68’                                                                          |
| 25-3-2024                                                                    | Tétouan                                                                      | Sudan                                                                        | 1 – 2                                                                        | Guinea-Bissau                                                                | Amichevole                                                                   | -                                                                            | 71’                                                                          |
| 6-6-2024                                                                     | Bissau                                                                       | Guinea-Bissau                                                                | 0 – 0                                                                        | Etiopia                                                                      | Qual. Mondiali 2026                                                          | -                                                                            | 76’                                                                          |
| 10-6-2024                                                                    | Bissau                                                                       | Guinea-Bissau                                                                | 1 – 1                                                                        | Egitto                                                                       | Qual. Mondiali 2026                                                          | -                                                                            | 78’                                                                          |
| 15-11-2024                                                                   | Lobamba                                                                      | eSwatini                                                                     | 1 – 1                                                                        | Guinea-Bissau                                                                | Qual. Coppa d'Africa 2025                                                    | -                                                                            | 83’                                                                          |
| Totale                                                                       |                                                                              | Presenze                                                                     | 29                                                                           |                                                                              | Reti                                                                         | 0                                                                            |                                                                              |

## Palmarès

### Club

#### Competizioni nazionali
- Coppa di Cipro: 1

Omonia: 2022-2023